# Celeirós (Braga)
Celeirós ist ein Ort und eine ehemalige Gemeinde im Norden Portugals.

## Geschichte
Celeirós war mindestens seit dem 17. Jahrhundert eine eigenständige Gemeinde.
Im Zuge der Gemeindereform 2013 wurde die Gemeinde Celeirós aufgelöst und mit anderen zur neuen Gemeinde Celeirós, Aveleda e Vimieiro zusammengeschlossen.

## Verwaltung
Celeirós war Sitz einer gleichnamigen Gemeinde (Freguesia) im Kreis (Concelho) von Braga im gleichnamigen Distrikt Braga. Die Gemeinde hatte eine Fläche von 2,8 km² und 3294 Einwohner (Stand 30. Juni 2011).
Die Gemeinde bestand nur aus der namensgebenden Ortschaft.
Mit der Gebietsreform vom 29. September 2013 wurden die Gemeinden Celeirós, Aveleda und Vimieiro zur neuen Gemeinde União das Freguesias de Celeirós, Aveleda e Vimieiro zusammengeschlossen. Celeirós ist Sitz dieser neu gebildeten Gemeinde.

## Persönlichkeiten
- Jorge Gabriel Costa Monteiro (* 1997), Fußballspieler